# Прелучеле
Прелучеле (рум. Prelucele) — село у повіті Клуж в Румунії. Входить до складу комуни Негрень.
Село розташоване на відстані 378 км на північний захід від Бухареста, 62 км на захід від Клуж-Напоки.

## Населення
За даними перепису населення 2002 року у селі проживали 143 особи, усі — румуни. Усі жителі села рідною мовою назвали румунську.